# 王良玉 (外交官)

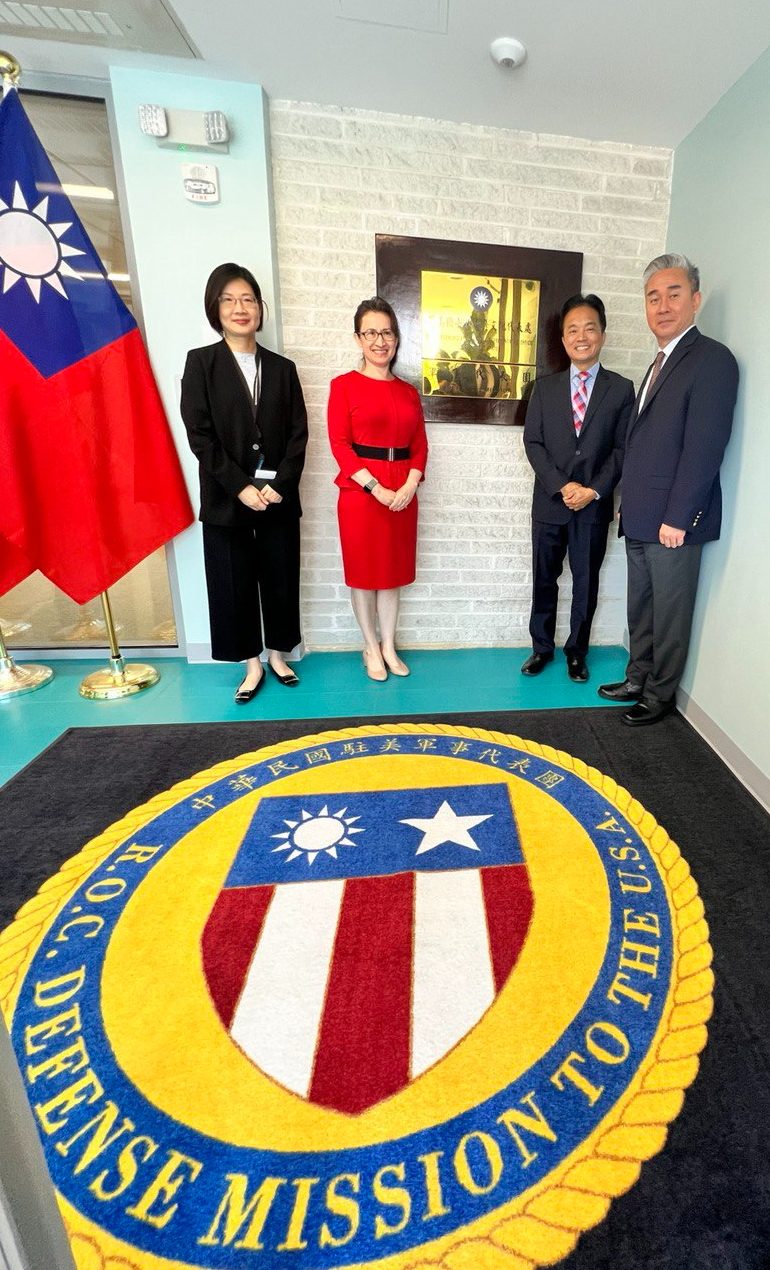
2022年9月，中華民國駐美軍事代表團大樓整建完工，駐美國代表蕭美琴（中左）舉行揭牌儀式，副代表王良玉（左）、鄭榮俊（中右）、軍事代表團團長余劍鋒（右）觀禮。

王良玉，中華民國外交官、政府官員。畢業於國立政治大學外交研究所碩士、哈佛大學甘迺迪學院在職公共行政碩士。曾任外交部國際組織司APEC小組長、駐波士頓臺北經濟文化辦事處組長、駐美國臺北經濟文化代表處政治組副組長、外交部國際組織司副司長、駐瑞士臺北文化經濟代表團日內瓦辦事處大使銜處長、駐美國臺北經濟文化代表處公使銜副代表等職務，現任外交部北美司長。

## 職業生涯
王良玉的工作經歷集中在美國與國際組織，曾多次任職於駐美國代表處，在外交部國際組織司期間，負責亚太经济合作组织（APEC）、世界卫生组织（WHO）等主要國際組織業務，其後派往有眾多國際組織的駐日內瓦辦事處。
2021年10月，在中華民國退出聯合國屆滿50周年前，外交部與美國在台協會（AIT）首次就「拓展臺灣國際參與」舉行視訊會議，討論如何擴大臺灣在联合国及其他的國際參與。臺灣與美國方面分別由外交部主任秘書徐儷文、駐美國副代表王良玉，以及國務院國際組織局代理首席副助卿袁裕豪、副助卿庫克（Nerissa Cook）、副助卿瑞伊（Jane Rhee）、東亞暨太平洋事務局副助卿華自強、美國在臺協會臺北辦事處副處長柯傑民等人出席。美國重申，支持臺灣有意義參與WHO與联合国气候变化框架公约（UNFCCC）。
2022年9月，第77屆联合国大会開議前，駐美國副代表王良玉召開記者會，希望聯合國體系正視臺灣長期被排除在外的問題，真正採取行動予以解決，臺灣會持續與理念相近國家溝通，共同擬定策略。王良玉指出，臺灣近幾年特別加強對各界說明，《聯合國大會第2758號決議》只解決中華人民共和國在聯合國的代表權問題，並沒有觸及臺灣的參與。王良玉並表示，臺灣一直就國際參與議題與美國溝通，美國官員也明確表達支持臺灣有意義參與國際組織，包括國務卿布林肯。

## 外部連結
- 王良玉. . 公務出國報告資訊網. 2008-07-24  [2023-11-21]. （原始内容存档于2023-11-21）.